# Das Mörderspiel
Das Mörderspiel (Originaltitel: Deathtrap)  ist eine US-amerikanische Kriminalkomödie von Sidney Lumet aus dem Jahr 1982, die auf dem Bühnenstück Deathtrap von Ira Levin basiert. Die Hauptrolle spielen Michael Caine und Christopher Reeve.

## Handlung
Am Broadway findet im Music Box Theatre die Premiere eines neuen Stückes von Sidney Bruhl statt, das ein Misserfolg für den früheren Starautor wird. Frustriert betrinkt er sich danach und fährt spätabends mit dem Zug – der Long Island Rail Road – zu seinem Haus in East Hampton auf Long Island, wobei er versehentlich erst in Montauk aussteigt, der Endstation, so dass er mit dem Taxi wieder ein Stück zurückfahren muss.
In seinem herrschaftlichen Haus, dessen Wohnzimmer mit zahlreichen historischen Waffen geschmückt ist, erwartet ihn seine Frau Myra und zeigt ihm einen soeben eingetroffenen Brief des jungen Autors Clifford Anderson, der eines von Bruhls Schreibseminaren besuchte. Der Brief enthält Andersons erstes eigenes Bühnenstück. Bruhl ist von dem Werk mit dem Titel Das Mörderspiel so beeindruckt, dass er spaßhaft die Ermordung des Autors erwägt, um dessen Stück unter seinem eigenen Namen zu veröffentlichen.
Sidney ruft Clifford an und lädt ihn zu sich ein, um über das Stück zu sprechen. Im Laufe des Abends versucht Myra verzweifelt, Sidney davon zu überzeugen, mit Clifford als gleichberechtigtem Partner zusammenzuarbeiten, doch ohne Erfolg. Sidney greift Clifford plötzlich an, erwürgt ihn mit einer Kette und beseitigt die Leiche. Myra verspricht Sydney, niemandem davon zu erzählen, als beide unerwarteten Besuch von der holländischen Hellseherin Helga Ten Dorp erhalten, einer Nachbarin. Helga spürt, dass Schmerz und Tod über dem Haus liegen, und bevor sie geht, warnt sie Sidney vor einem „Mann in Stiefeln“, der ihn angreifen wird.
Vor dem Schlafengehen hört Myra ein seltsames Geräusch und vermutet erschrocken einen Eindringling. Sidney geht mit ihr noch einmal nach unten, doch beide können niemanden entdecken und kehren ins Schlafzimmer zurück. Da springt Clifford plötzlich durch das Fenster, schlägt Sidney mit einem Holzscheit und jagt Myra durch das Haus, bis sie zusammenbricht und stirbt.
Sidney gesellt sich nun in aller Ruhe zu Clifford, und es zeigt sich, dass beide gemeinsam planten, Myra zu töten. Clifford zieht bei Sidney ein und schreibt ein neues Theaterstück, das er aber argwöhnisch unter Verschluss hält. Dennoch gelingt es Sydney, das Manuskript gegen eine Fälschung auszutauschen. Er liest nun entsetzt, dass Clifford die wahre Geschichte vom Mord an Myra als Grundlage für sein neues Stück namens Deathtrap (deutsch „Todesfalle“) verwendet und ist zunehmend überzeugt, dass Clifford ein Soziopath ist. Ein paar Tage später kommt Helga vorbei, um in Erwartung eines nahenden Gewitters um Kerzen zu bitten. Dabei warnt sie Sidney leise, Clifford sei der „Mann in Stiefeln“.
Sidney will Clifford erschießen und anschließend behaupten, es sei Notwehr gewesen, muss aber feststellen, dass seine Pistole leer ist, denn Clifford hatte das erwartet und die Kugeln rechtzeitig entfernt. Clifford fesselt Sidney nun mit Handschellen an einen Stuhl und sagt, dass er seine Sachen packen und gehen wird. Er warnt Sidney, nicht zu versuchen, die Produktion des Stückes zu stoppen.
Die verwendeten Fesseln sind jedoch unecht, denn sie waren einst im Besitz von Harry Houdini, dem Entfesselungskünstler. Sidney befreit sich mühelos, greift nach einer Armbrust und macht Clifford mit einem einzigen Schuss in den Rücken handlungsunfähig. Bevor er die Leiche entsorgen kann, schlägt der Sturm mit voller Wucht zu und verursacht einen Stromausfall. Ein Blitz erhellt das Wohnzimmer und eine flüchtige Gestalt huscht hindurch. Es ist Helga, die glaubt, dass Sidney in Gefahr ist und ihre Hilfe braucht. Dann erkennt sie, dass Sidney die eigentliche Bedrohung darstellt und greift nach einer Waffe, während Sidney ein Messer nimmt. Clifford erlangt das Bewusstsein wieder und stellt Helga ein Bein. Es kommt zu einem Kampf, Clifford nimmt eine Axt und wirft sie nach Sidney. 
In diesem Moment verwandelt sich die Szenerie in eine Bühne, und die drei Personen werden jetzt von Schauspielern in einem ausverkauften Theater verkörpert. Der Kampf auf der Bühne gipfelt darin, dass „Clifford“ auf „Sidney“ einsticht, beide sterben und „Helga“ als Sieger zurücklässt. Das Publikum bricht in tosenden Applaus aus, und im hinteren Teil des Theaters steht eine jubelnde Helga Ten Dorp, die jetzt die Autorin eines erfolgreichen Broadway-Stücks namens Deathtrap ist. Nach dem Tod der beiden Männer hatte sie das Manuskript offenbar an sich gebracht und als ihr eigenes Werk ausgegeben.

## Hintergrund
Ira Levins Kriminalkomödie Deathtrap wurde am 26. Februar 1978 im New Yorker Music Box Theatre uraufgeführt und erlebte bis 1982 insgesamt 1.793 Aufführungen. Damit ist es das am längsten am Broadway gespielte Theaterstück. 1980 wurde es mit dem Edgar Allan Poe Award ausgezeichnet.
In Deutschland wurde Das Mörderspiel erstmals am 30. Juli 1996 im Fernsehen auf Kabel 1 gezeigt.

## Drehort
Der Film wurde fast ausschließlich im sogenannten „Edward DeRose Windmill Cottage“ gedreht, einem 1885 erbauten Haus in East Hampton. Es stellt die Nachbildung einer Windmühle dar und verfügt über sieben Schlafzimmer, sechs Badezimmer und fünf Teilbäder, die auf die Hauptwohnung, das Gästehaus und ein Studio verteilt sind.

## Rezeption
Der Kritiker Roger Ebert gab dem Film in der Chicago Sun-Times 3 von 4 möglichen Sternen und nannte ihn „a comic study of ancient and honorable human defects, including greed, envy, lust, pride, avarice, sloth, and falsehood“ (eine komische Studie über alte und ehrenwerte menschliche Fehler, einschließlich Gier, Neid, Lust, Stolz, Geiz, Trägheit und Falschheit). Daneben sah er einige Ähnlichkeiten mit dem Film Mord mit kleinen Fehlern von 1972, in dem Michael Caine ebenfalls eine Hauptrolle spielt.
Das Filmkritik-Portal Rotten Tomatoes gab für den Film 72 % positive Rezensionen an, die auf 18 Rezensionen basieren.
Das Lexikon des internationalen Films lobt den Film als „Mörder-Melodram voller Humor, das kurzweilige Unterhaltung mit vielen überraschenden Wendungen und hervorragenden schauspielerischen Leistungen bietet.“
Bei den Saturn Awards 1983 wurde Das Mörderspiel als bester Horrorfilm nominiert, Christopher Reeve als bester Hauptdarsteller und Irene Worth als beste Nebendarstellerin sowie Jay Presson Allen für das beste Drehbuch.
Dyan Cannon wurde 1983 für die Goldene Himbeere als schlechteste Nebendarstellerin nominiert.